# Proxhyle
Proxhyle is een geslacht van vlinders van de familie spinneruilen (Erebidae), uit de onderfamilie Arctiinae.

## Soorten
- P. cinerascens de Toulgoët, 1959
- P. comoreana de Toulgoët, 1959
- P. vadoni (de Toulgoët, 1954)